# Wilhelm von Plüschow
Wilhelm von Plüschow, o Guglielmo Plüschow, scritto anche Plueschow, o Pluschow, o Plueskow (Wismar, 18 agosto 1852 – Berlino, 3 gennaio 1930), è stato un fotografo tedesco trasferitosi in Italia, prima a Napoli e poi a Roma, e divenuto noto per le sue foto di nudo di giovani italiani, di preferenza maschili (ma anche femminili).

## Biografia

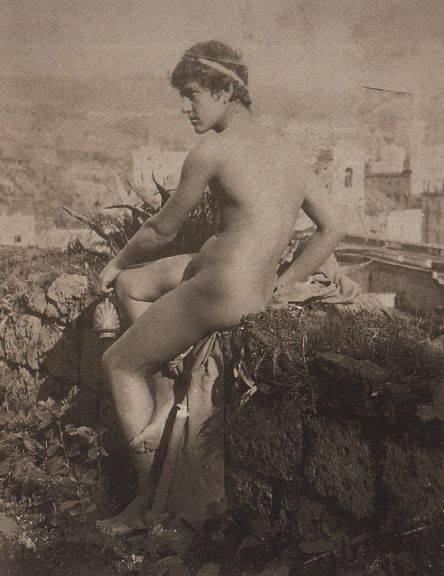
Wilhelm von Pluschow - Ritratto di Vincenzo Galdi, Posillipo (Napoli), 1895 ca.

Non si conosce molto dei primi anni di Plüschow, se non che nacque a Wismar, primo di sette figli. Suo padre, Friedrich Carl Eduard Plüschow, era un figlio illegittimo del conte Friedrich Ludwig von Mecklenburg-Schwerin, la cui casa di famiglia era lo Schloss Plüschow. Nei primi anni settanta dell'Ottocento, si trasferì a Napoli e cambiò il suo nome da "Wilhelm" al suo equivalente in italiano "Guglielmo". Inizialmente si guadagnò da vivere come mercante di vino, per poi passare alla fotografia di nudi maschili e femminili.
Nel 1890 lavorava in uno studio a Roma, dove aveva portato con sé Vincenzo Galdi, suo allievo e amante. Nel 1907 Plüschow ebbe problemi con la legge: venne accusato di "prossenetismo" omosessuale (per aver messo in contatto alcuni clienti con i suoi modelli) e corruzione di minori e dovette passare otto mesi in prigione. Quando nel 1910 la sentenza divenne definitiva, nonostante avesse ormai abbandonato la foto di nudo per quella di paesaggio, Plüschow fu condannato all'espulsione e dovette lasciare definitivamente l'Italia per tornare a Berlino.

## Opera
Plüschow era cugino di Wilhelm von Gloeden che, nonostante abbia iniziato a fotografare il nudo dopo di lui, ne oscurò ben presto la fama.
A differenza di Gloeden, che non si avventurò nel campo della foto erotica, Plüschow produsse anche immagini eccessivamente "audaci" per la sua epoca, che gli costarono quella condanna che invece Gloeden riuscì sempre ad evitare.. Il suo allievo Vincenzo Galdi si spinse fino alla vera e propria pornografia e fu anch'egli processato nel 1907.
Oggi le sue foto sono apprezzate per i loro meriti artistici, sebbene siano considerate in qualche modo inferiori a quelle di von Gloeden per il loro trattamento meno raffinato dell'illuminazione e le pose a volte contorte dei suoi modelli.

### Libri fotografici con opere di Wilhelm von Plüschow
- (DE) Bernhard Albers (a cura di), Galdi / Gloeden / Plüschow. Aktaufnahmen aus der Sammlung Uwe Scheid, Aachen, Rimbaud Presse, 1993.
- (DE) Volker Janssen (a cura di), Wilhelm von Gloeden, Wilhelm von Plüschow, Vincenzo Galdi: Italienische Jünglings-Photographien um 1900, Berlino, Janssen Verlag, 1991.
- (DE) Peter Weiermeier, Guglielmo Plüschow, con saggio biografico e ampia bibliografia, anche in francese e inglese, Colonia, Taschen Verlag, 1994, ISBN 3822890421.
- (DE) Et in Arcadia ego. Fotografien von Wilhelm von Gloeden, Guglielmo Plüschow und Vincenzo Galdi, Zurigo, Edition Oehrli, 2000.
- (FR) Willhelm von Plüschow, Wilhelm von Gloeden, Vincenzo Galdi, Beautés Siciliennes, Parigi, Edition Nicole Canet, 2014.

### Scritti su Wilhelm von Plüschow
- Sandro Avanzo, Wilhelm von Plüschow, il cugino povero, in Babilonia, n. 38, luglio-agosto 1986,  pp. 18-21.
- (EN) Bruce Russel, Wilhelm von Gloeden, Wilhelm von Plüschow. Two photo essays. I Von Plüschow: toward a definition of his canon, in Visual communication, IX, n. 2, Spring 1983,  pp. 57–59 e 65-71.
- Marina Miraglia, Guglielmo Plüschow alla ricerca del bello ideale, in AFT (Archivio Fotografico Toscano), IV 7, luglio 1988,  pp. 62-67.
- (DE) Ulrich Pohlmann, Wer war Guglielmo Plüschow?, in Fotogeschichte, VIII, n. 29, 1988,  pp. 33-38.
- (DE) Uwe Scheid, Il vero nudo: Aktstudien von Guglielmo Plüschow, in Fotogeschichte, VIII, n. 29, 1988,  pp. 9-21.